# Anna Luxová
Anna Luxová (28 de mayo de 1997) es una deportista checa que compite en atletismo adaptado. Ganó una medalla de bronce en los Juegos Paralímpicos de Tokio 2020, en la prueba de lanzamiento de peso (clase F35).

## Palmarés internacional
| Juegos Paralímpicos | Juegos Paralímpicos | Juegos Paralímpicos | Juegos Paralímpicos |
| Año                 | Lugar               | Medalla             | Prueba              |
| ------------------- | ------------------- | ------------------- | ------------------- |
| 2020                | Tokio (Japón)       | Medalla de bronce   | Peso F35            |